# Noor Ahmad
Noor Ahmad Lakanwal (* 3. Januar 2005 in Herat, Afghanistan) ist ein afghanischer Cricketspieler, der seit 2022 für die afghanische Nationalmannschaft spielt.

## Kindheit und Ausbildung
Ahmad war Teil des afghanischen Teams bei der ICC U19-Cricket-Weltmeisterschaft 2020.

## Aktive Karriere
Mit 15 Jahren bekam Ahmad einen Vertrag mit den Melbourne Renegades in der Big Bash League 2020/21. In der Folge spielte er in zahlreichen Twenty20-Ligen der Welt. Sein Debüt in der afghanischen Nationalmannschaft gab er dann bei der Twenty20-Serie in Simbabwe im Juni 2022. Dabei erzielte er 4 Wickets für 10 Runs und wurde als Spieler des Spiels ausgezeichnet. Im November 2022 folgte sein Debüt im ODI-Cricket bei der Tour in Sri Lanka. Er wurde dann für den Cricket World Cup 2023 nominiert.